# Cap Anamur (Schiff, 1979)
Das Mehrzweck-Stückgutschiff Cap Anamur der Hamburger Reederei Bauer & Hauschildt wurde durch seine Reisen als Flüchtlingshilfsschiff bekannt. Aufgrund des großen medialen Widerhalls um das Schiff benannte sich die Hilfsorganisation Ein Schiff für Vietnam ab 1982 in Cap Anamur/Deutsche Not-Ärzte um.

## Technische Beschreibung
Die Cap Anamur war ein herkömmlicher mittelgroßer Mehrzweck-Trockenfrachter mit achtern angeordnetem Deckshaus und eigenem Ladegeschirr. Es standen zwei für den Transport von ISO-Containern und Schwergut eingerichtete Laderäume  mit Zwischendeck und einem Gesamtrauminhalt von 9839 m³ zur Verfügung. Die Tragfähigkeit betrug 6600 Tonnen.
Das Schiff wurde durch einen Mitsubishi/Kobe-UEC-52/105D-Dieselmotor mit 4560 kW bei 175 Umdrehungen pro Minute und einem Propeller angetrieben. Die elektrische Versorgung wurde von insgesamt drei Daihatsu-Hilfs- und Notdieseln gewährleistet.

## Geschichte

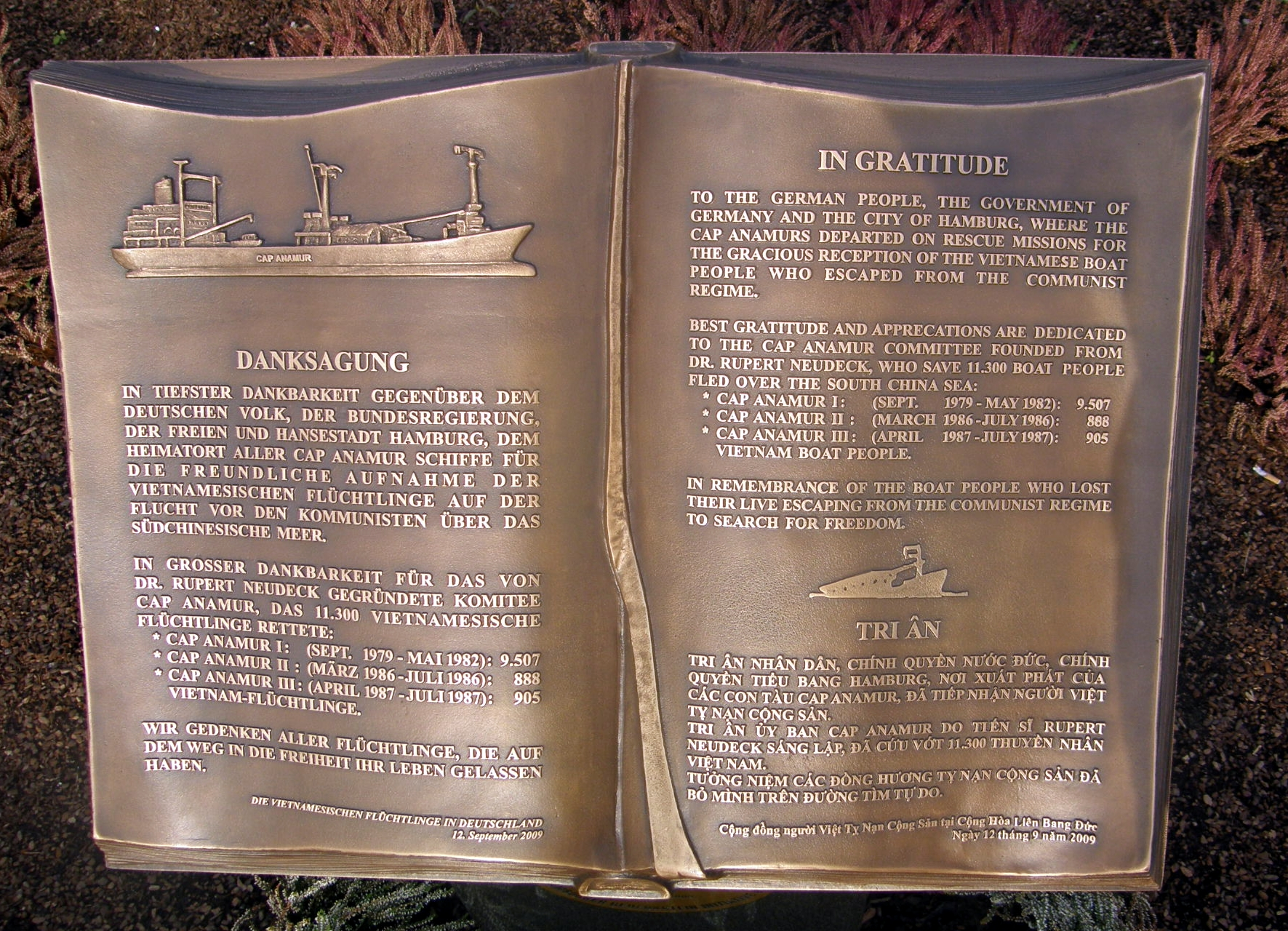
Bronzetafel in Hamburg mit Danksagung der vietnamesischen Flüchtlinge

Das Schiff wurde zusammen mit dem Schwesterschiff Cap Andreas von der Hamburger Reederei Hamburg-Süd bei der japanischen Werft Watanabe Shipbuilding in Auftrag gegeben und am 19. April 1977 als Baunummer 1902 vom Stapel gelassen. Nach der Fertigstellung wurde der Neubau aufgrund des Missverhältnisses von Vermessung und Tragfähigkeit nicht abgenommen und nach fast zweijähriger Aufliegezeit ersteigerte die Reederei Seavoss Schifffahrt aus Elmshorn das Schiff 1979 für umgerechnet 4,15 Millionen DM und gab es in Bereederung der Küstenschiffahrt Bauer & Hauschild aus Hamburg.
Das Hilfskomitee Ein Schiff für Vietnam charterte das Schiff 1979, ließ es zum Hospitalschiff umbauen und begann ab 13. August 1979 unter dem Kommando von Kapitän Klaus Buck mit der Rettung sogenannter Boatpeople im Chinesischen Meer. Im Laufe der folgenden Jahre wurden tausende vorwiegend vietnamesische Flüchtlinge gerettet und an Bord des Schiffes mit Medikamenten und Nahrung versorgt. Es entspann sich in der Folge ein politisches Tauziehen um die Aufnahme der Flüchtlinge in der Bundesrepublik.
1987 endete die Karriere des Schiffes als Hospitalschiff. Das nach dem Kap südlich von Anamur benannte Schiff wurde im Jahr 1991 umbenannt in Yakoyo Carrier, zwei Jahre darauf erfolgte eine Namensänderung in Yu Men. Nach einem weiteren Namenswechsel, 1998 in Sangeorge, erfolgte ab 31. Juli 1999 der Abbruch in Alang.